# Magoksa
Magoksa (Ma Cốc tự) là ngôi chùa tổ phái của Tào Khê tông của Phật giáo Hàn Quốc nằm ở Gongju, Hàn Quốc. Nó nằm trên sườn phía đông của Taehwasan, trên một khúc cua hình Taegeuk của con suối Taegeukcheon. Ngôi chùa là nơi mà tổng thống thứ 6 Hàn Quốc Kim Gu từng đến để tu tập và lánh nạn.

## Lịch sử
Ngôi chùa được thành lập vào năm 640 bởi Từ Tạng người cũng đã xây dựng chùa Tongdosa khi ông trở về từ Trung Quốc. Thiện Đức nữ vương của vương quốc Tân La chính là người đã ban cho ông đất để xây dựng ngôi chùa bằng gạch và Magoksa. Cái tên Magoksa có nghĩa đen là "Đền Thung lũng Gai dầu" được cho là do các nhà sư từng đến đây để nghe Pháp thoại nhiều giống như cây Gai dầu xếp chặt vào nhau.
Ngôi chùa bị đóng cửa trong thời kỳ chuyển giao quyền lực giữa hai vương triều Cao Ly và Triều Tiên. Từ đó ngôi đền trở thành nơi ẩn náu của những tên trộm trong khoảng 200 năm cho đến tận năm 1172. Trong cuộc xâm lược của Nhật Bản (1592-1597), hầu hết các tòa nhà của ngôi đền đã bị thiêu rụi. Năm 1651, một số tòa nhà đã được xây dựng lại. Trong thời kỳ Đế quốc Triều Tiên, Kim Gu đến chùa Magoksa sau khi trốn thoát khỏi nhà tù Incheon, và tạm thời sống một cuộc sống tu hành. Ông bị bắt vào tù do giết một sĩ quan Nhật Bản, kẻ đồng mưu giết hại Hoàng hậu Minh Thành. Cây bách xù mọc trước Sảnh Daegwang được cho là do chính Kim Gu trồng vào năm 1946.

## Quốc bảo
Đây là nơi có 7 Quốc bảo Hàn Quốc, 5 trong số đó vẫn được lưu giữ tại đây, 2 bảo vật còn lại lưu giữ tại Bảo tàng Quốc gia Hàn Quốc.
- Chùa đá Năm tầng là một Bảo tháp được xây dựng vào cuối triều đại Cao Ly (thế kỷ 14) là Quốc bảo số 799.
- Linh Sơn điện của Ma Cốc tự được xây dựng lại vào năm 1651 dưới thời Triều Tiên Hiếu Tông, cùng với Đại Hùng và Đại Quang điện là những tòa nhà cổ nhất còn tồn tại ở đây. Nó được xếp hạng là Quốc bảo Hàn Quốc số 800.
- Đại Hùng bảo điện được xây dựng vào năm 1651.
- Đại Quang bảo điện được xây dựng vào năm 1651.
- Tranh treo khung Phật Thích Ca là một bản in màu khắc gỗ trên vải dầu năm 1687. Nó được xếp hạng là Quốc bảo số 1260.[2]

Hai Quốc bảo còn lại là Diệu Pháp Liên Hoa kinh tập 1 bùn bạc giấy xanh biếc và tập 6 trên bùn vàng giấy xanh biếc dưới triều đại Cao Ly được xếp hạng là Quốc bảo Hàn Quốc số 269-1 và 270.

## Hình ảnh

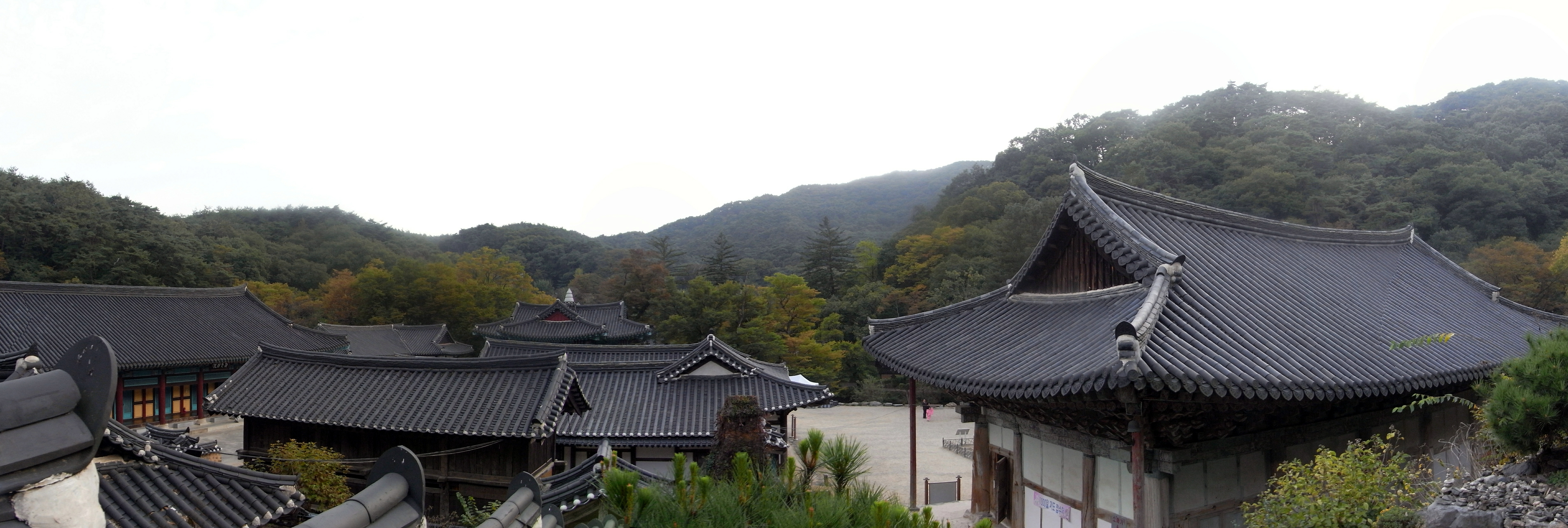
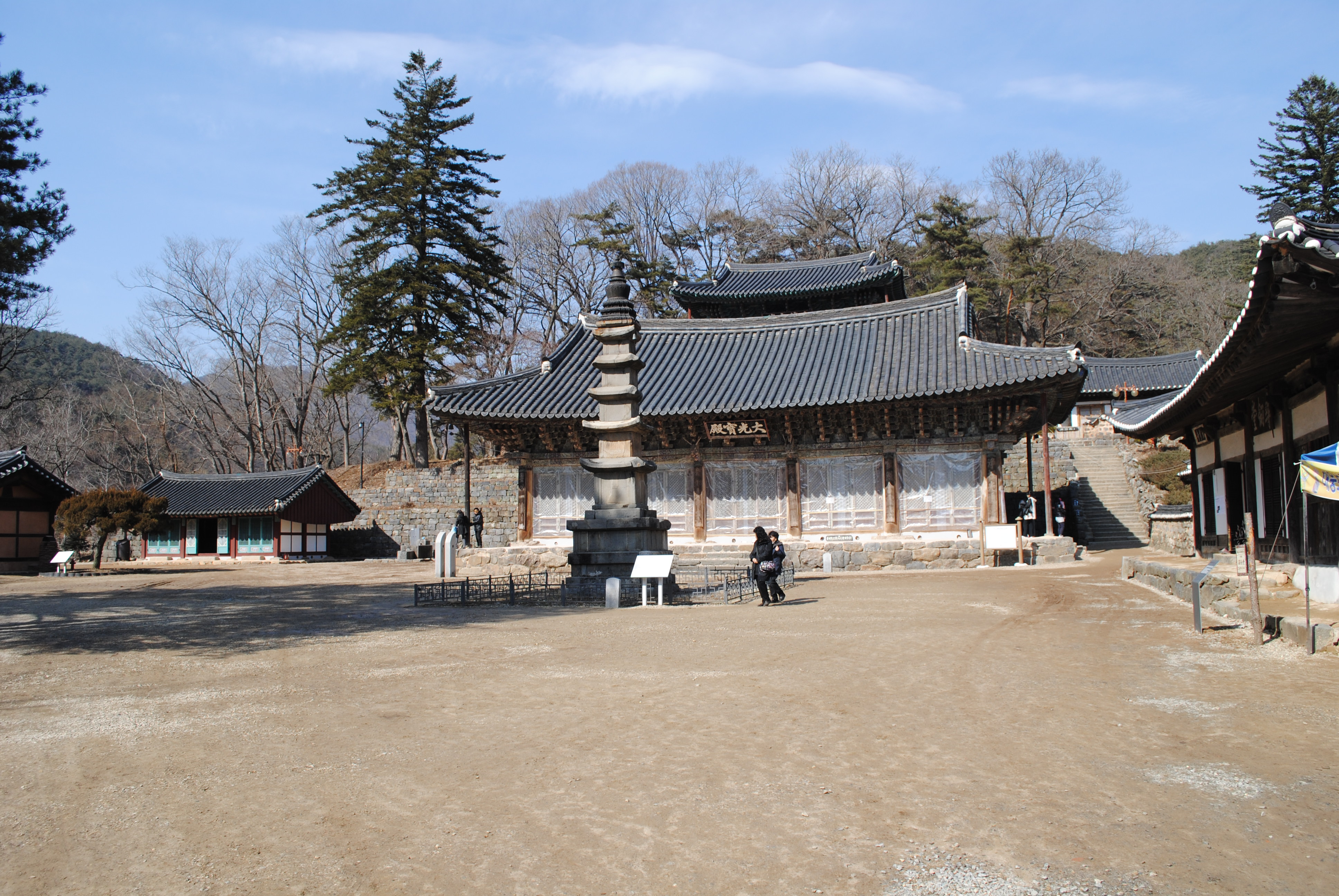
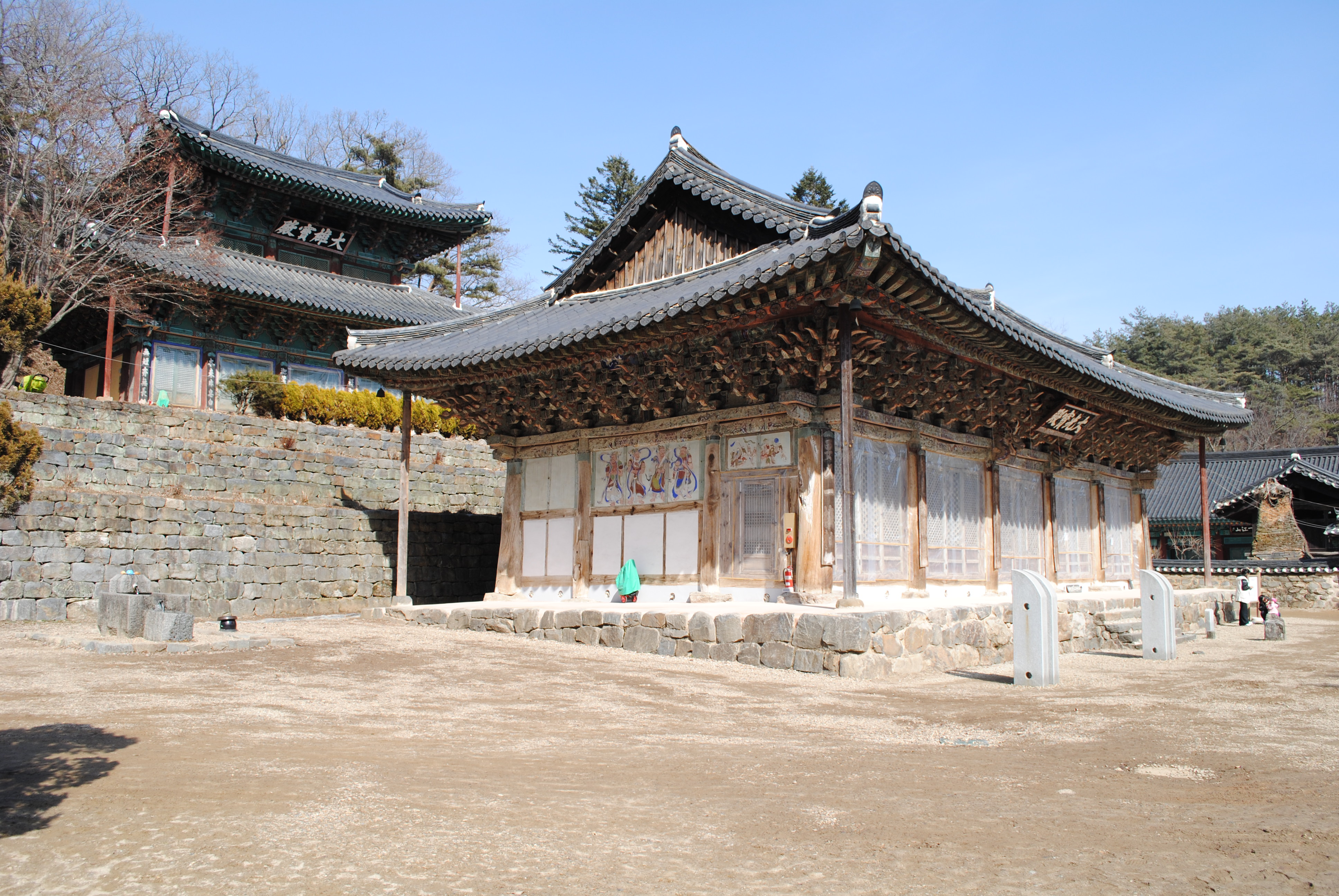
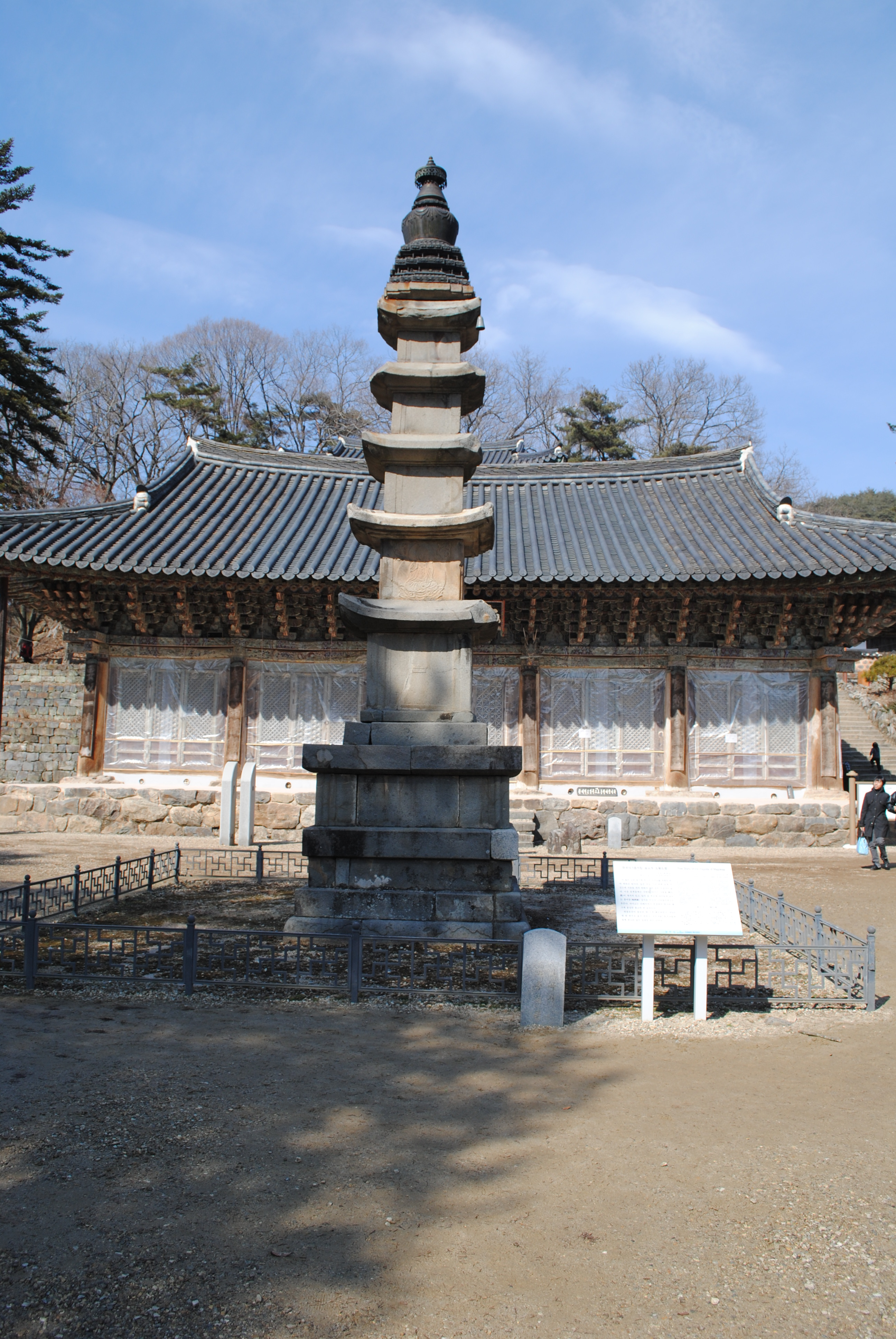
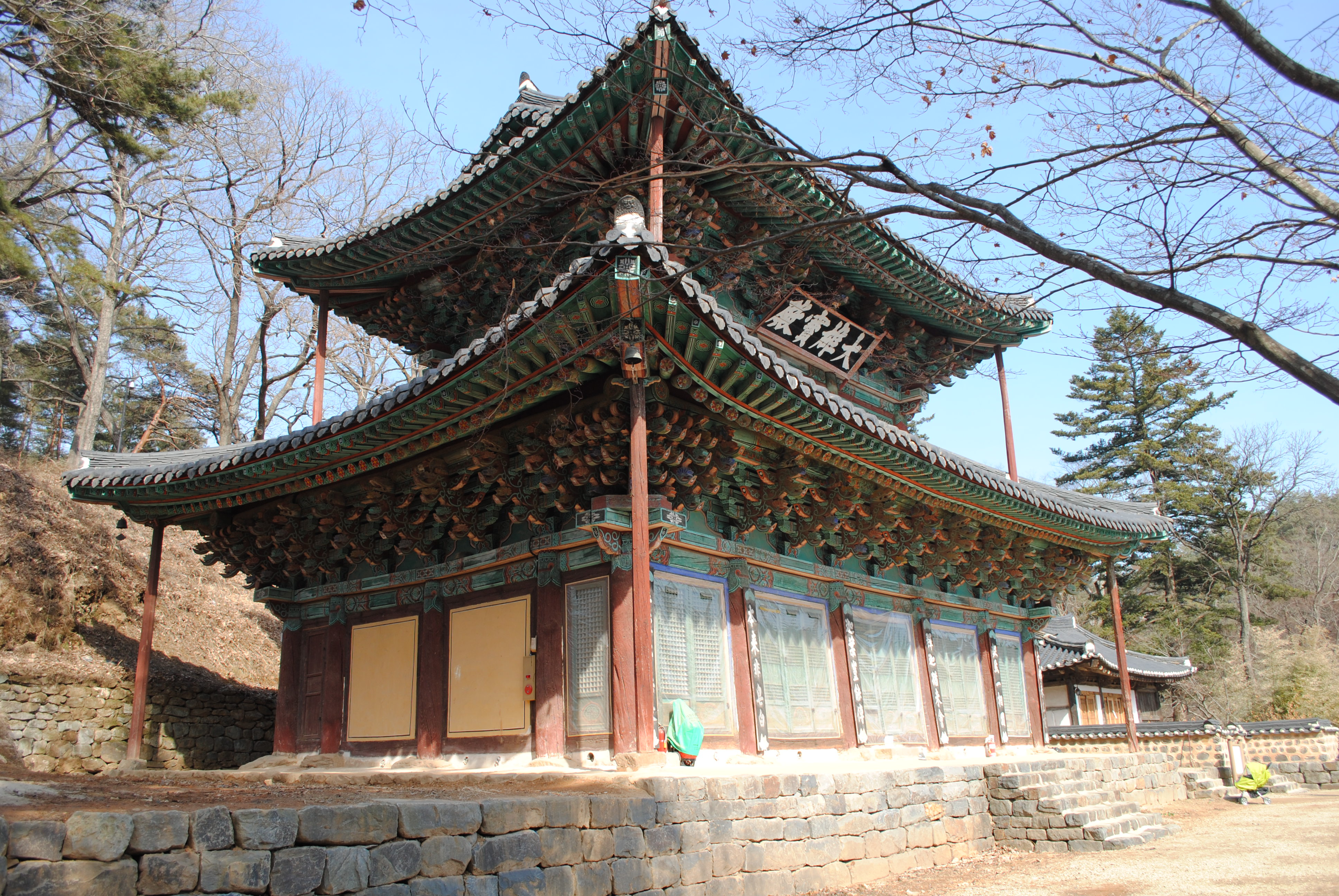
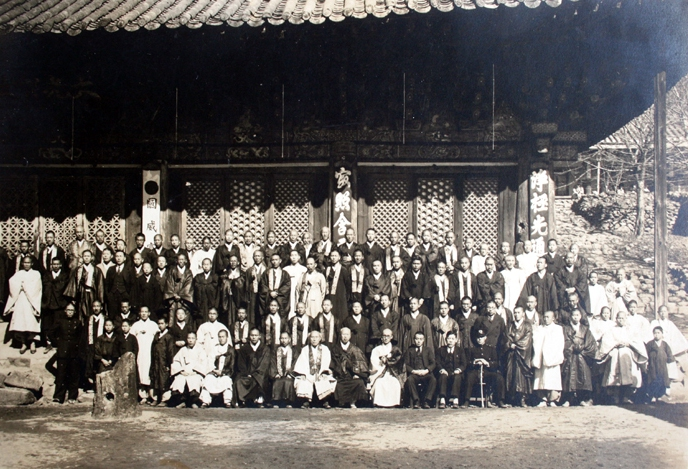